# Trädlärkan 5

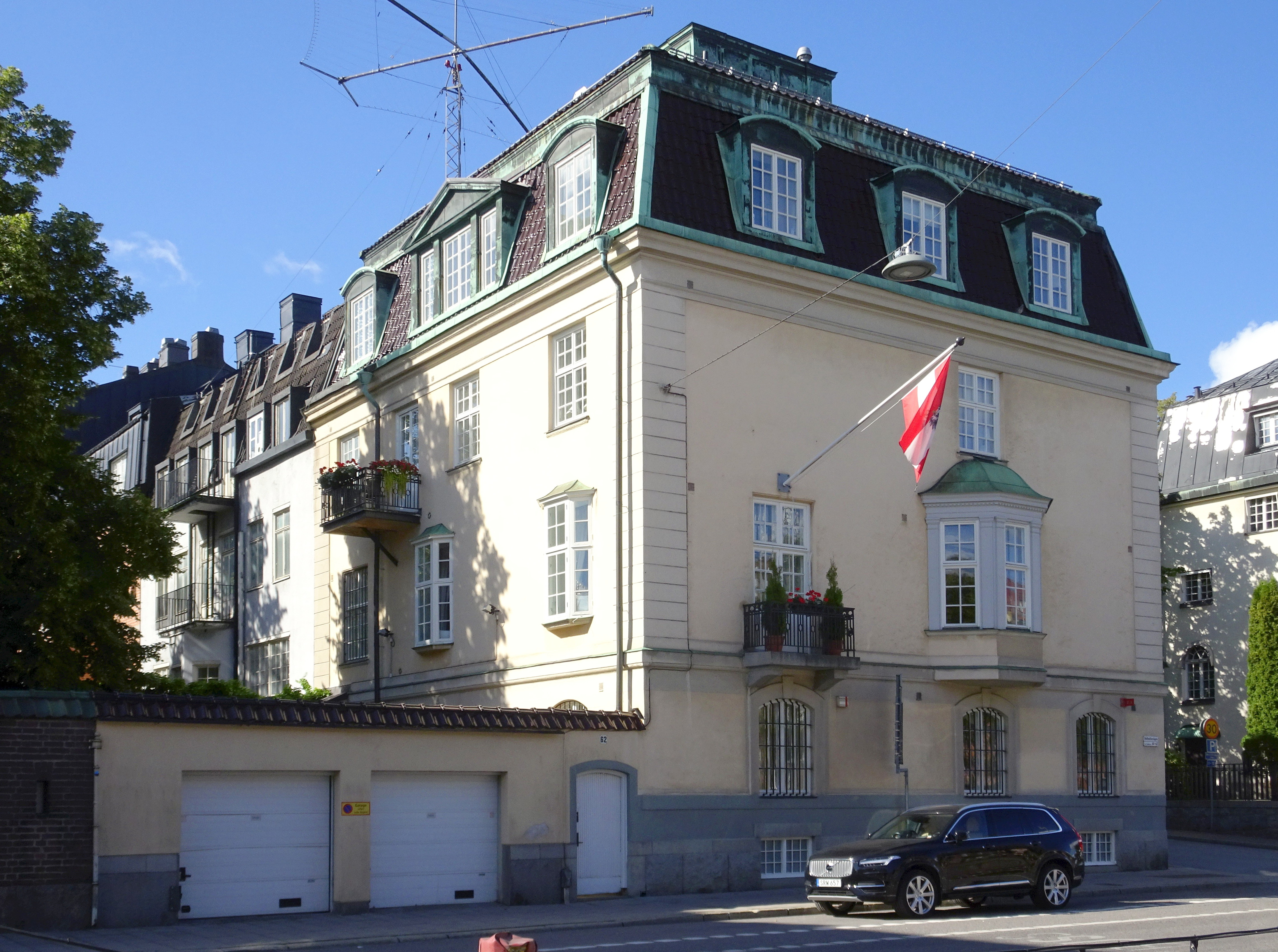
Trädlärkan 5, sedd från Valhallavägen, september 2022.

Trädlärkan 5 är en kulturhistoriskt värdefull före detta villafastighet i kvarteret Trädlärkan i Lärkstaden på Östermalm i Stockholm. Denna stadsvilla i hörnet Valhallavägen 62 / Tyrgatan 10 uppfördes 1910–1912 av byggmästaren Gustaf Alfred Johansson efter ritningar av arkitekt Victor Bodin. Fastigheten är grönmärkt av Stadsmuseet i Stockholm, det innebär "särskilt värdefull från historisk, kulturhistorisk, miljömässig eller konstnärlig synpunkt". Sedan 1956 ägs fastigheten av Österrikes ambassad i Stockholm och bebos av ambassadören som residens.

## Bakgrund

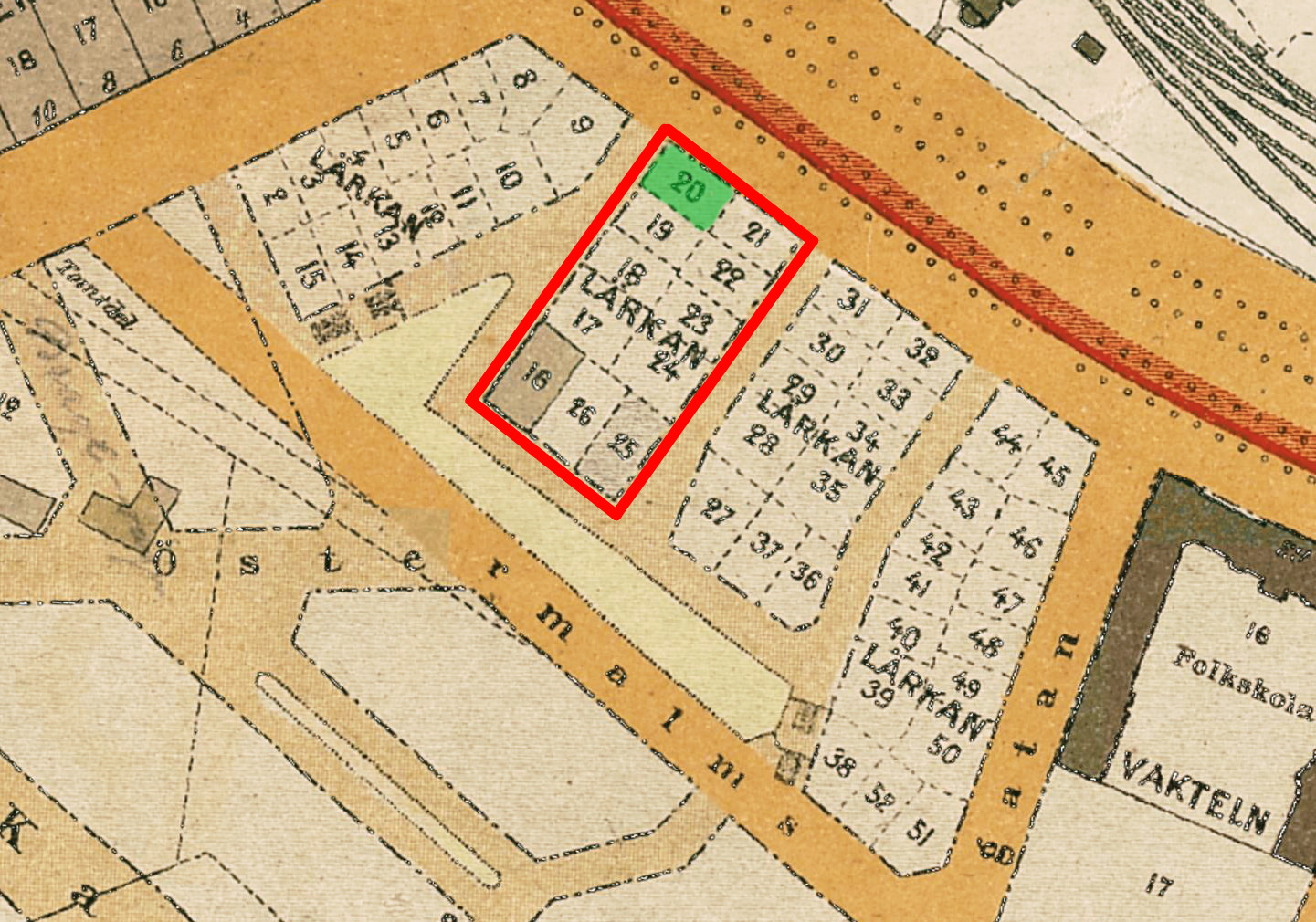
Kvarteret Lärkan 1909. Tomt nr 20 (grön), nuvarande Trädlärkan 5.

I februari 1909 började Stockholms stad försäljningen av villatomter i kvarteret Lärkan och i december 1912 var samtliga 51 fastigheter (nr 2–52, nr 1 fanns inte) sålda. Målgruppen var den välbeställda borgarklassen. Att uppföra ”sammanbyggda villor” var något nytt i Stockholm på 1900-talets början och kan ses som ett experiment och en tidig form av radhus. Idén kom från England och stadsplanearkitekten Per Olof Hallman ville pröva den för första gången i Stockholm på kvarteret Lärkan. Han förvärvade själv hörntomten nr 32 i Lärkan och byggde 1909 sin stadsvilla på Sånglärkan 6. 
Bland tomtköparna fanns byggmästaren Gustaf Alfred Johansson som 1909 förvärvade hörntomt nr 20 (sedermera namnändrad till Trädlärkan 5), inte långt från Hallmans tomt, båda belägna vid den nyanlagda Valhallavägen. Fastigheten omfattade en areal om 319,7 kvadratmeter ”å fri och egen grund”. Till egendomen hörde även mark för en mindre trädgård som husägaren kunde anlägga i anslutning öster om byggrätten. I samband med en genomgripande ombyggnad 1918 ombildades fastigheten som köptes av arkitekt Victor Bodin.

## Byggnadsbeskrivning

### Exteriör

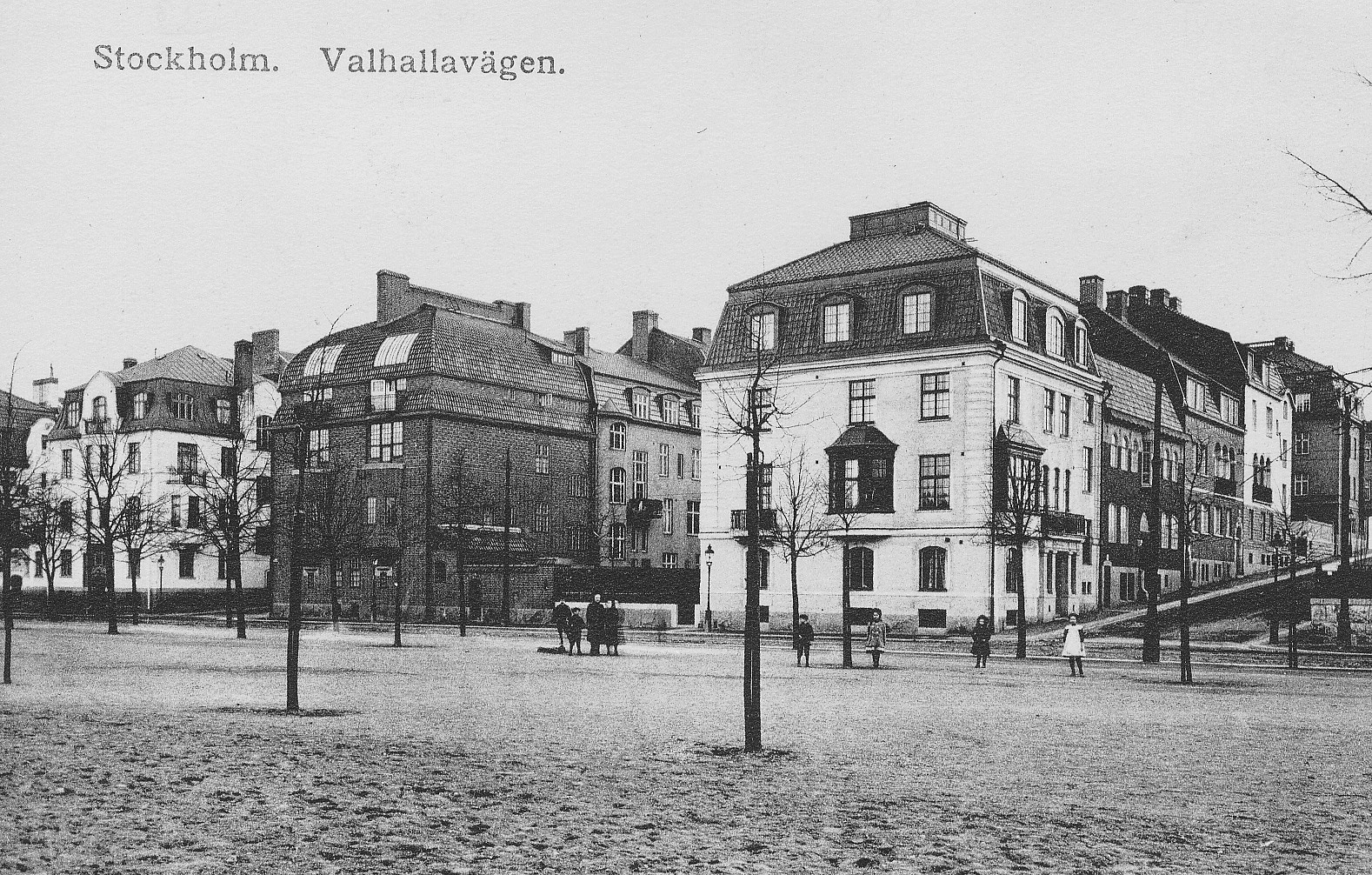
Valhallavägen omkring 1911. Sånglärkan 5, Trädlärkan 6 och Trädlärkan 5 (närmast).

Byggnaden uppfördes i tre våningar med en fullt utbyggd vindsvåning under ett brant tegeltak med två takfall täckta av glaserat taktegel. Sockeln är av natursten. Bottenvåningens fasad är skild från övriga våningar med en profilerad putslist. Fasaderna är ytbehandlade med terrasitputs i grågul kulör. I höjd med våning en och två trappor accentueras byggnaden av rusticerade hörnkedjor. Entrén är från Tyrgatan 10 och ramas in av två dubbelkolonner med mellanliggande sidofönster. Själva porten är av mörkbetsad ek med två ovala fönsteröppningar. Däröver reser sig ett burspråk med koppartak. Mot Valhallavägen finns ytterligare ett burspråk, dock något mindre. Stilen är den för området ofta använda nationalromantiken.

### Interiör

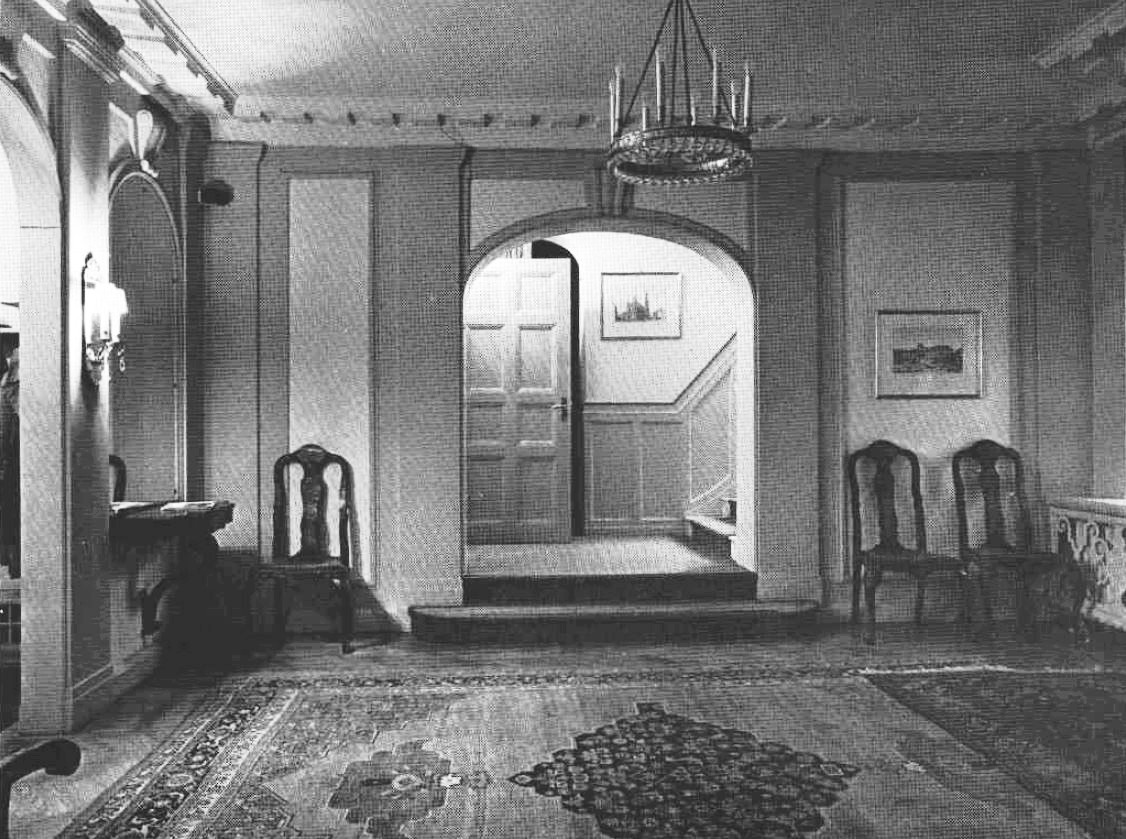
Trapphall på våning 1 trappa.

Dagens (2022) byggnad överensstämmer väl med den ritningsändringen som Victor Bodin utförde i november 1918 för en ny ägare. Ursprungligen fanns några kontorsrum på bottenvåningen som efter 1918 års ombyggnad förvandlats till matsal, entréhallen blev större liksom köket. På våning en trappa slogs två rum ihop till en stor salong och på våning två trappor ändrades rumsindelningen och ett av rummen blev till badrum. Av bostadens inredningsdetaljer märks öppen spis av vit marmor i övre hallen, fältindelade väggar och kraftig stucktaklist i salen med skjutdörrar till salongen. Hallen på tre trappor inreddes med mörkbrun stockpanel, kurbitsdekorerade dörrar och vitputsad öppen spis, därtill brunmålat bjälktak med geometrisk dekormålning, allt gestaltad som en nationalromantisk "jaktstuga". Genom samtliga våningar gick en mathiss.
De av Stadsmuseet i samband med byggnadsinventeringen på 1980-talet besökta rum hade i stort sett ursprunglig inredning. Salen och salongen på våning en trappa bevarade parkettgolv, bröstpanel, listindelade väggar, tavellist samt profilerad taklist. Salen och salongen var möblerade med österrikiska möbler från 1700-talets slut, hämtade från ett slott utanför Wien. Trädlärkan tillhör de få fastigheter i lärk-kvarteren som bevarat sin ursprungliga funktion som stadsvilla.

### Rumsfördelningen 1918
Rumsfördelningen var enligt arkitektritningarna från november 1918 följande:
- Bottenvåning – entré, hall, matsal, domestikrum, kök med serveringsrum och egen ingång från gården, mitt i byggnaden fanns ett kassavalv
- Våning 1 trappa – trappa, hall, salong, vardagsrum (sal), bibliotek
- Våning 2 trappor – trappa, hall, tre mindre sovrum och ett större, det senare med direkt tillgång till badrummet
- Våning 3 trappor (vindsvåning) – trappa, hall (jaktstuga), fem rum och ett badrum

### Originalritningar 1918

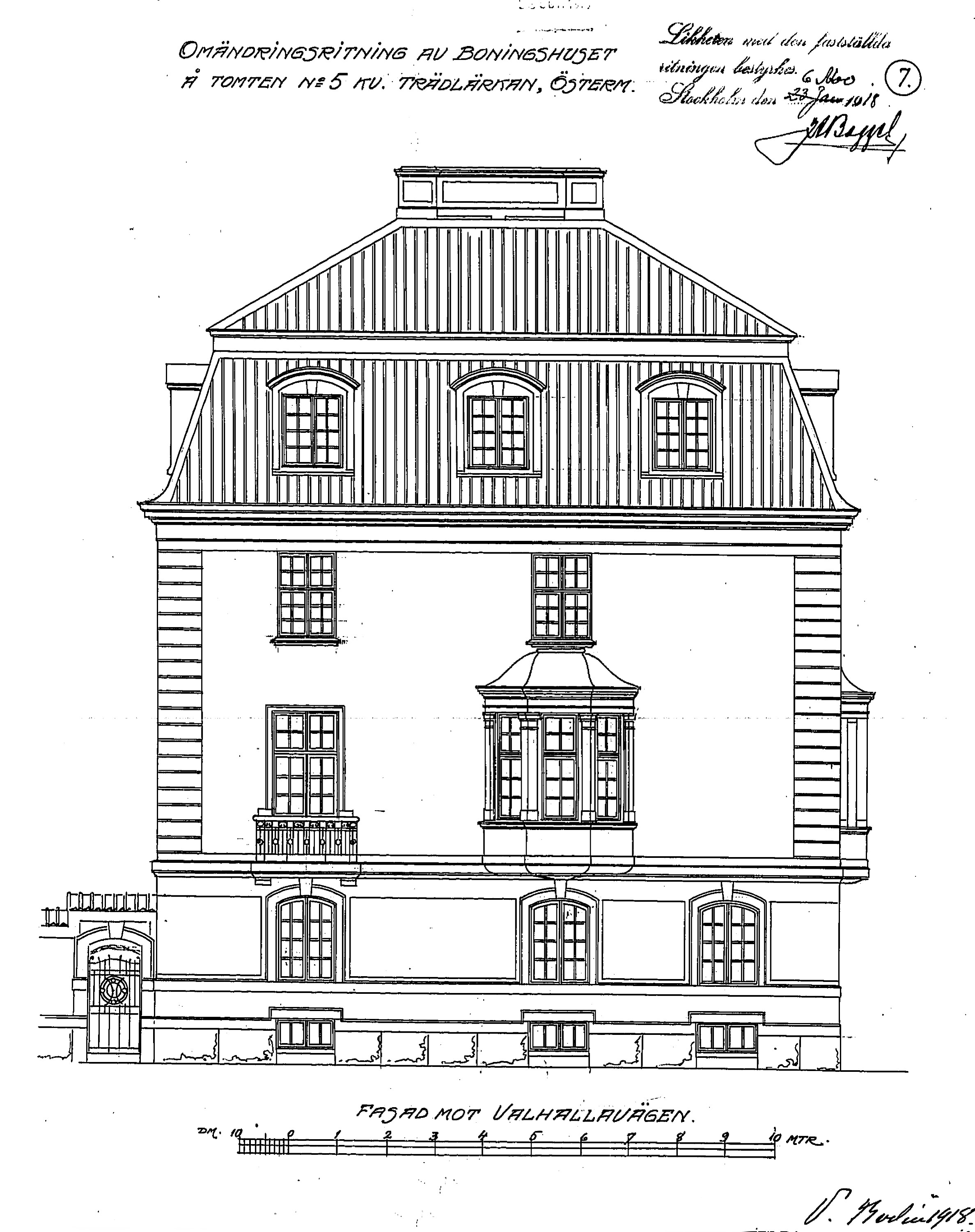
Fasad mot Valhallvägen.
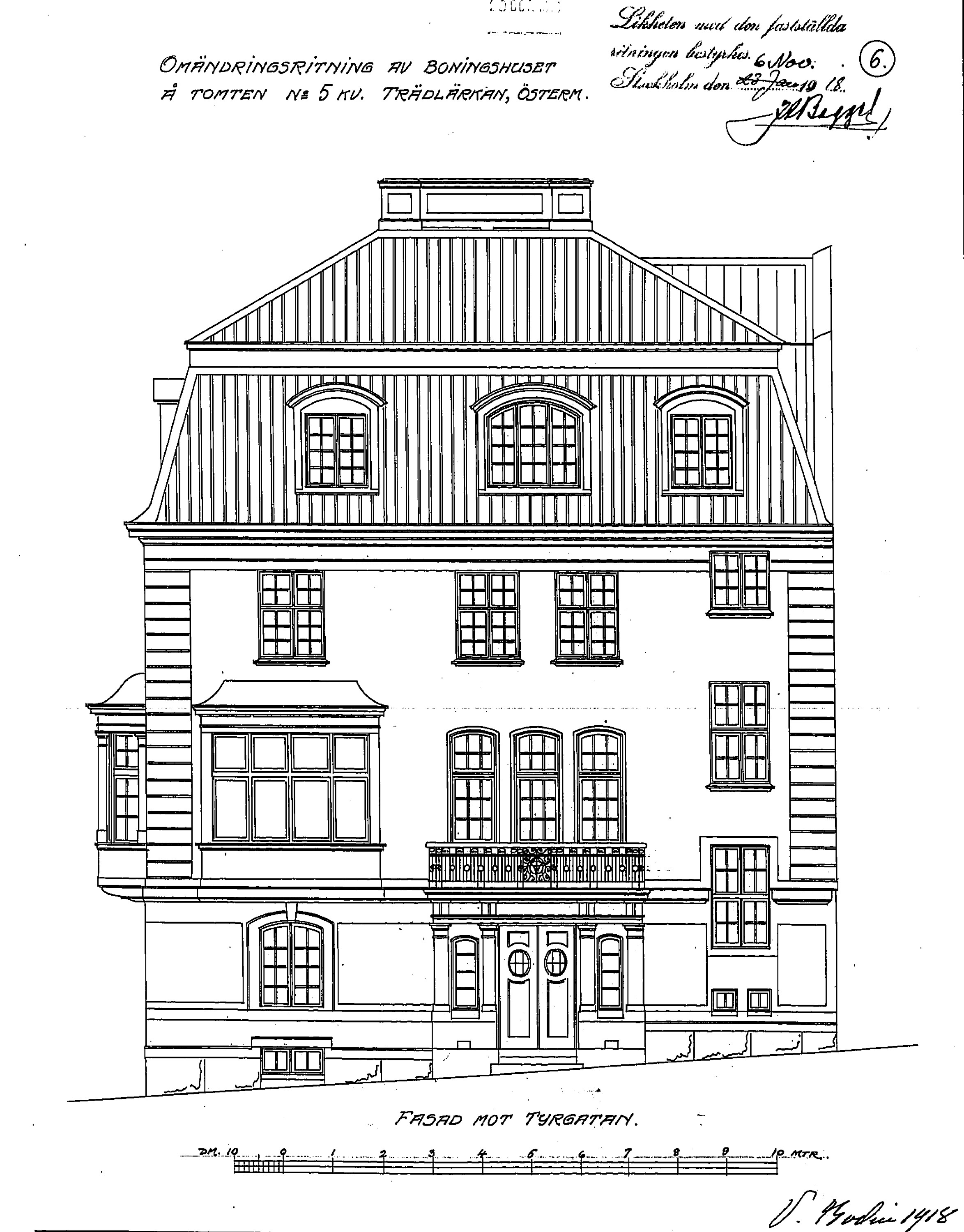
Fasad mot Tyrgatan.
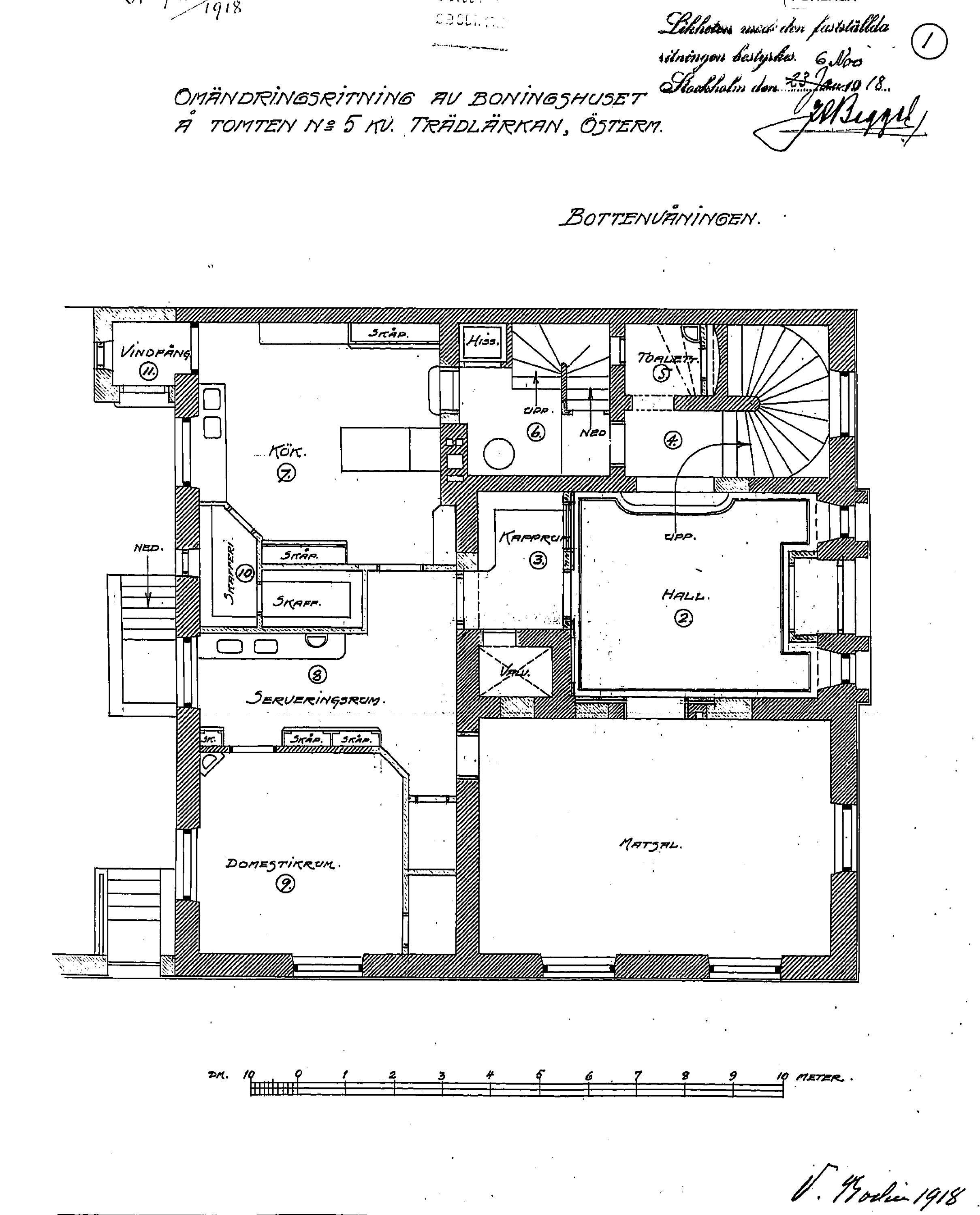
Bottenvåning.
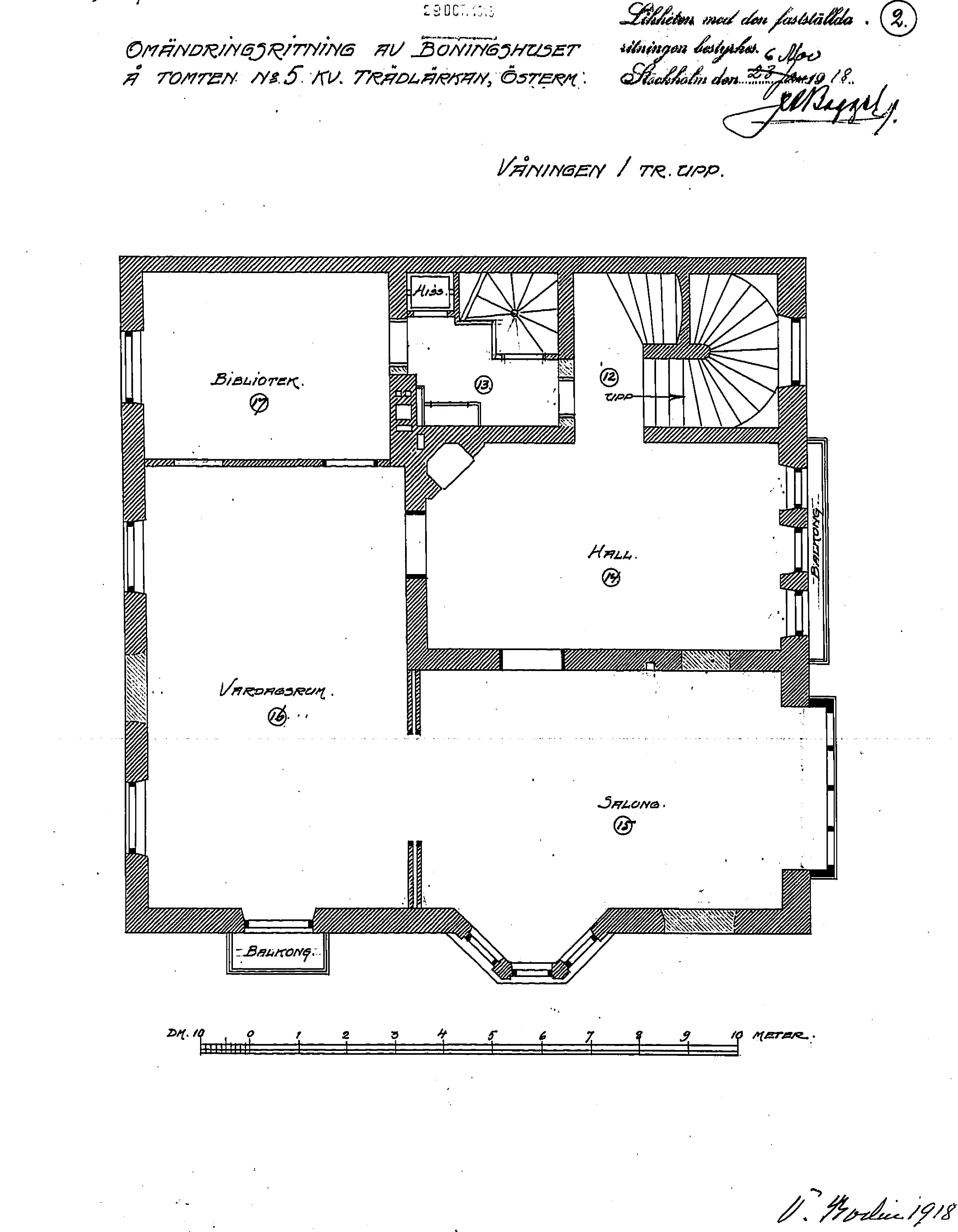
Våning 1 trappa.
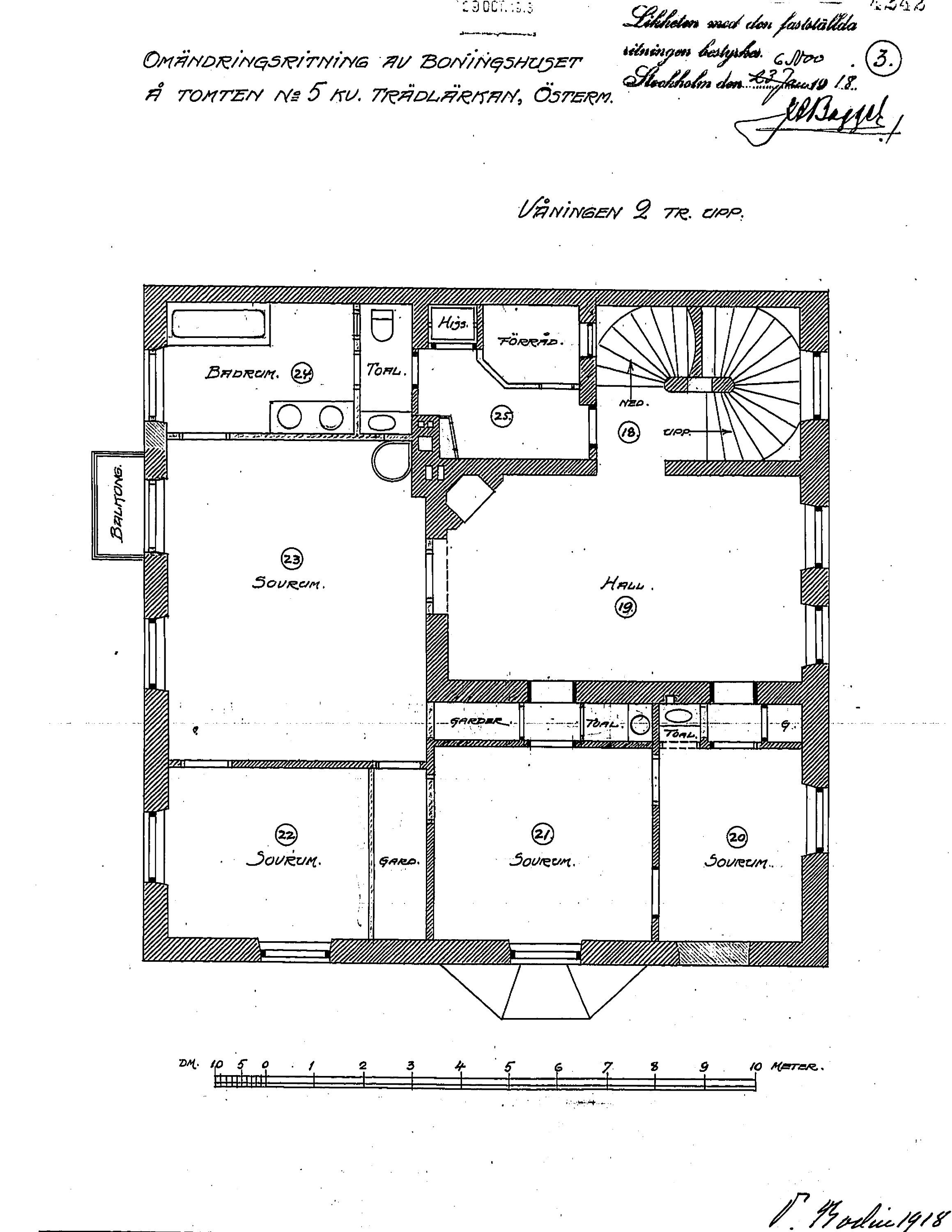
Våning 2 trappor.
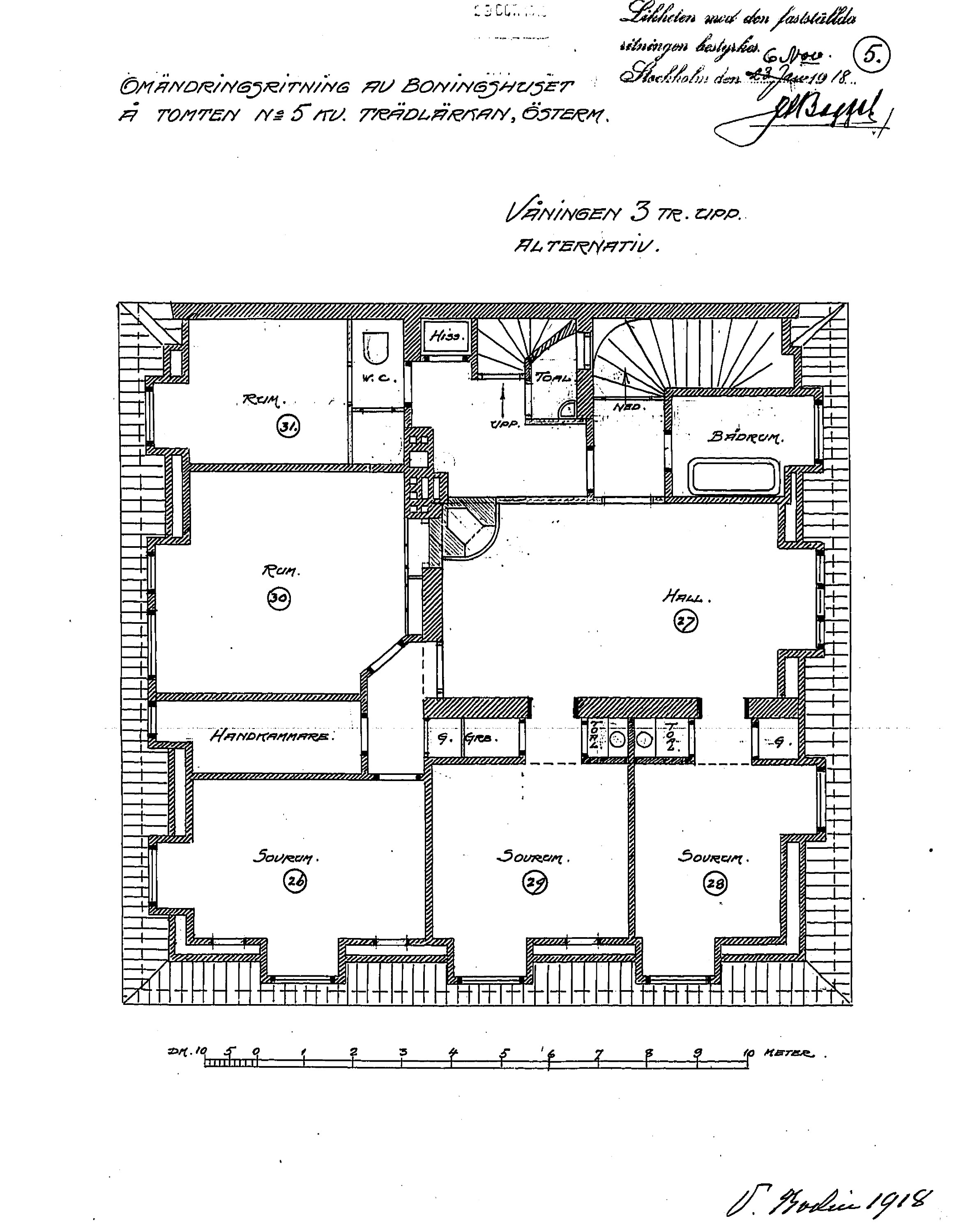
Våning 3 trappor.

## Boenden och verksamheter
Det var vanligt att arkitekter eller byggmästare köpte tomter i Lärkan och sedan sålde den bebyggda fastigheten vidare. Gällande Trädlärkan 5 var Gustaf Alfred Johansson både byggmästare och byggherre och troligen ett av hans sist projekt. Han bodde dock inte här utan i fastigheten Järnlodet 15 vid Sibyllegatan 15 som han uppfört 1904. Trädlärkan 5 hyrde han ut till en fröken A. Östberg. 
Efter hans död 1916 såldes fastigheten till affärsmannen Leonard Ödmark som 1918 lät Victor Bodin utföra en komplett omritning av huset. Ödemark blev en förmögen man på kaffeimport och drev firman Import AB Ödmark & Co som bland annat importerade bilar av märket Delaunay-Belleville och tillverkade automobilkarosser i Örnsköldsvik. Han avled 1923 och Trädlärkan 5 förvärvades då av universitetskanslern Carl Swartz som tidigare varit Sveriges finansminister och en kort tid också statsminister. Även han beställde ett flertal större och mindre förändringsarbeten. Sedan 1956 ägs fastigheten av österrikiska staten och inhyser residensen för ambassadören vid Österrikes ambassad i Stockholm.

## Nutida bilder

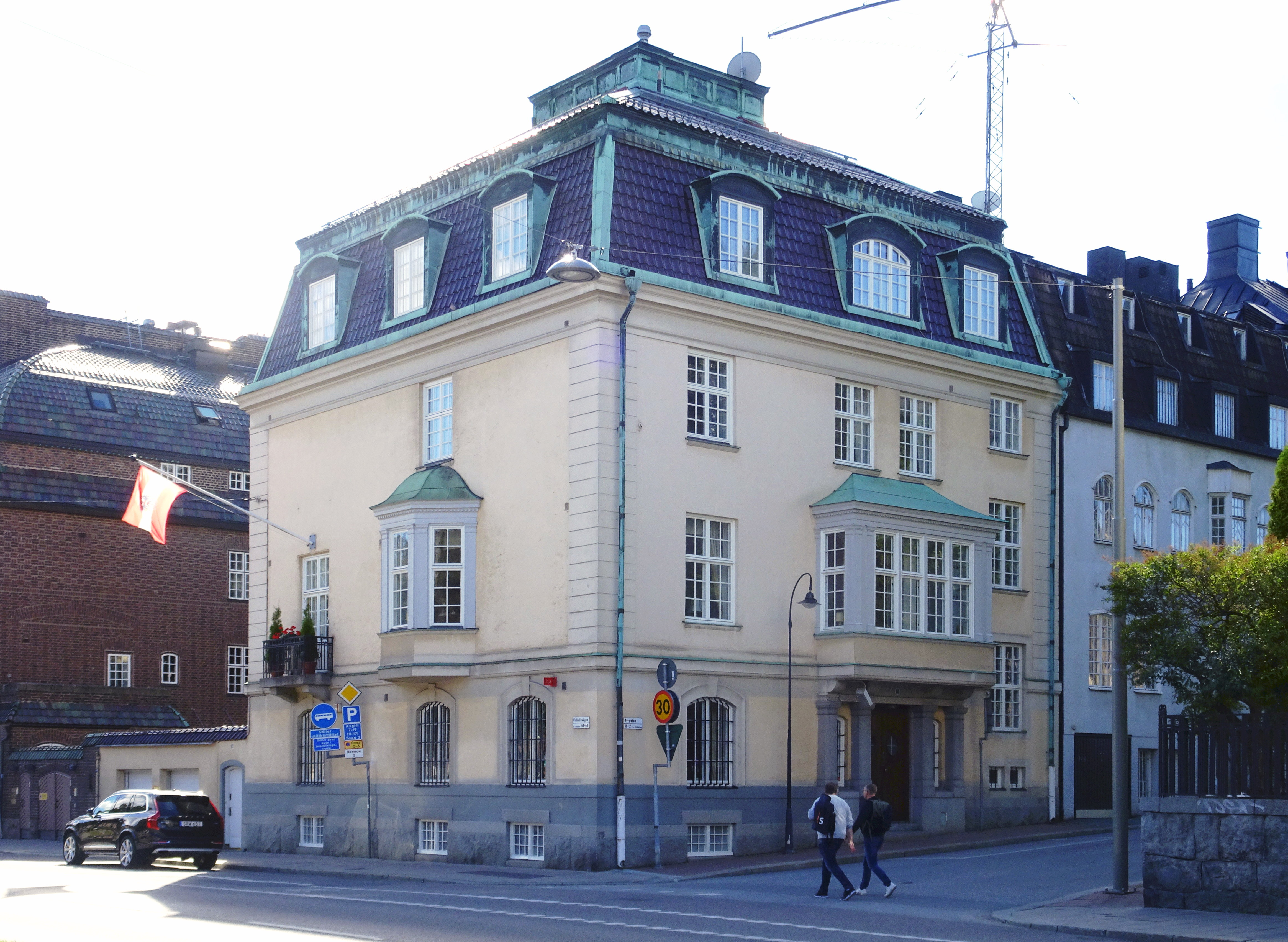
Hörnet Vallhallavägen / Tyrgatan.
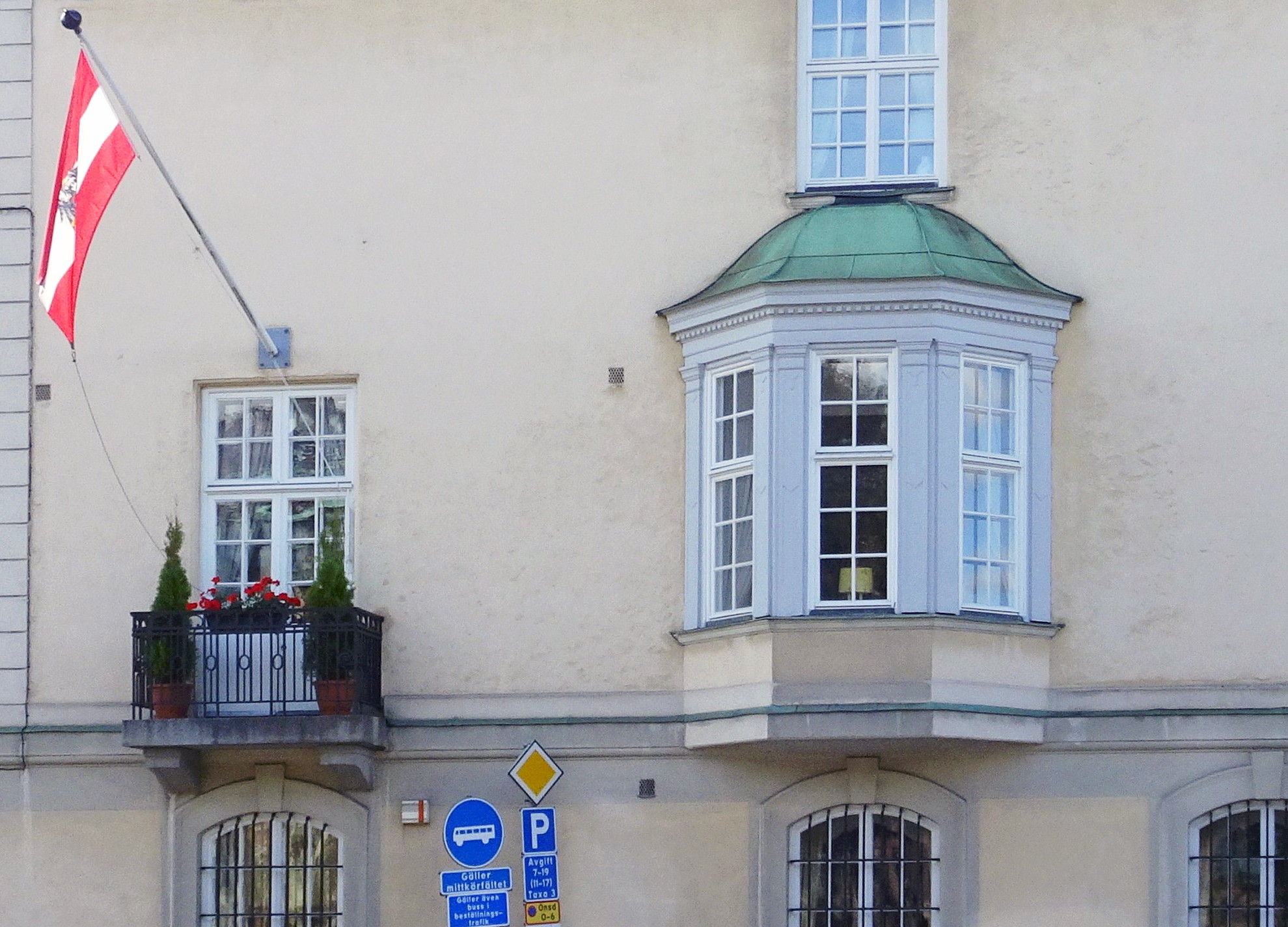
Balkong och burspråk mot Valhallavägen.
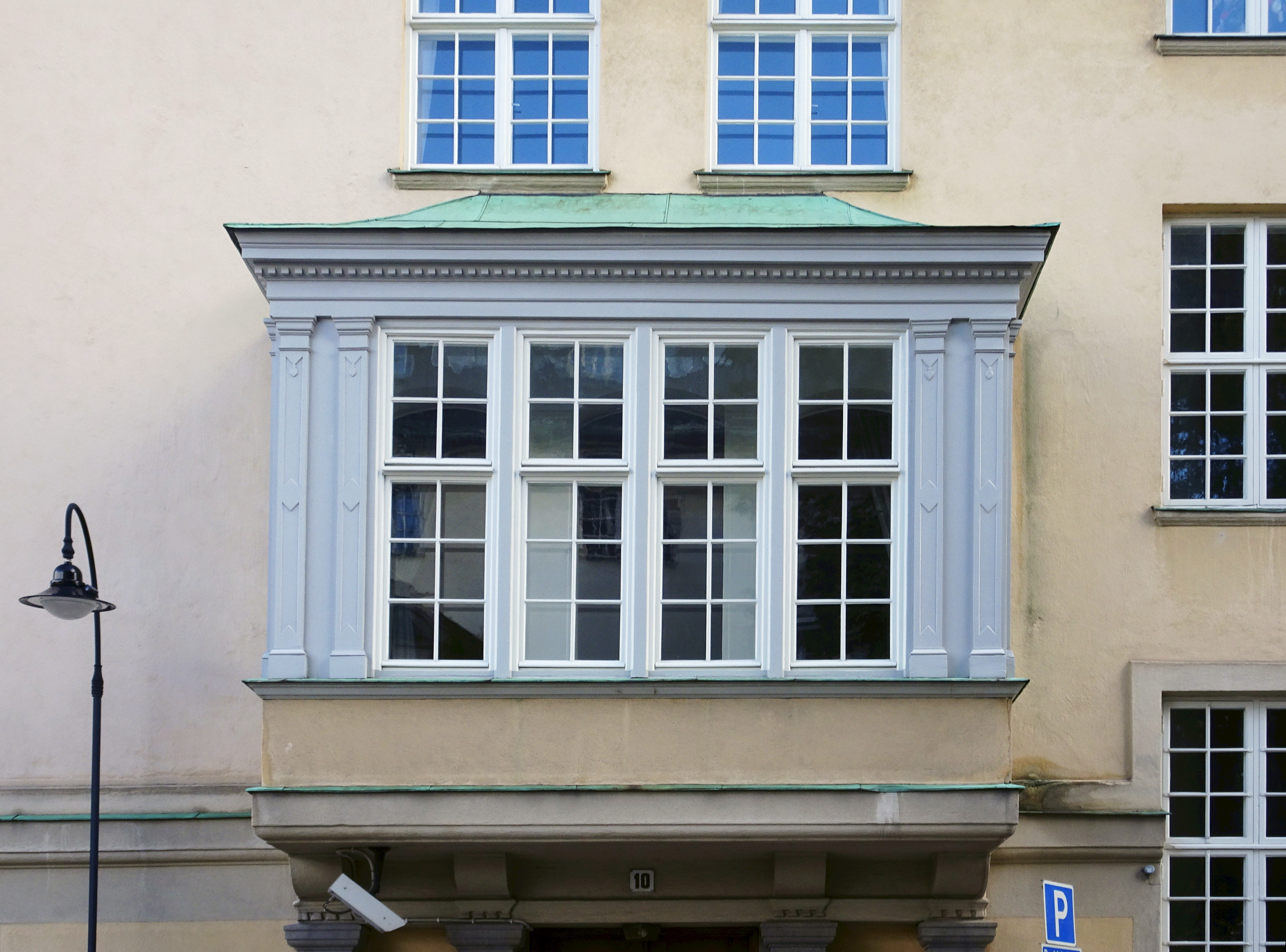
Burspråk mot Tyrgatan.
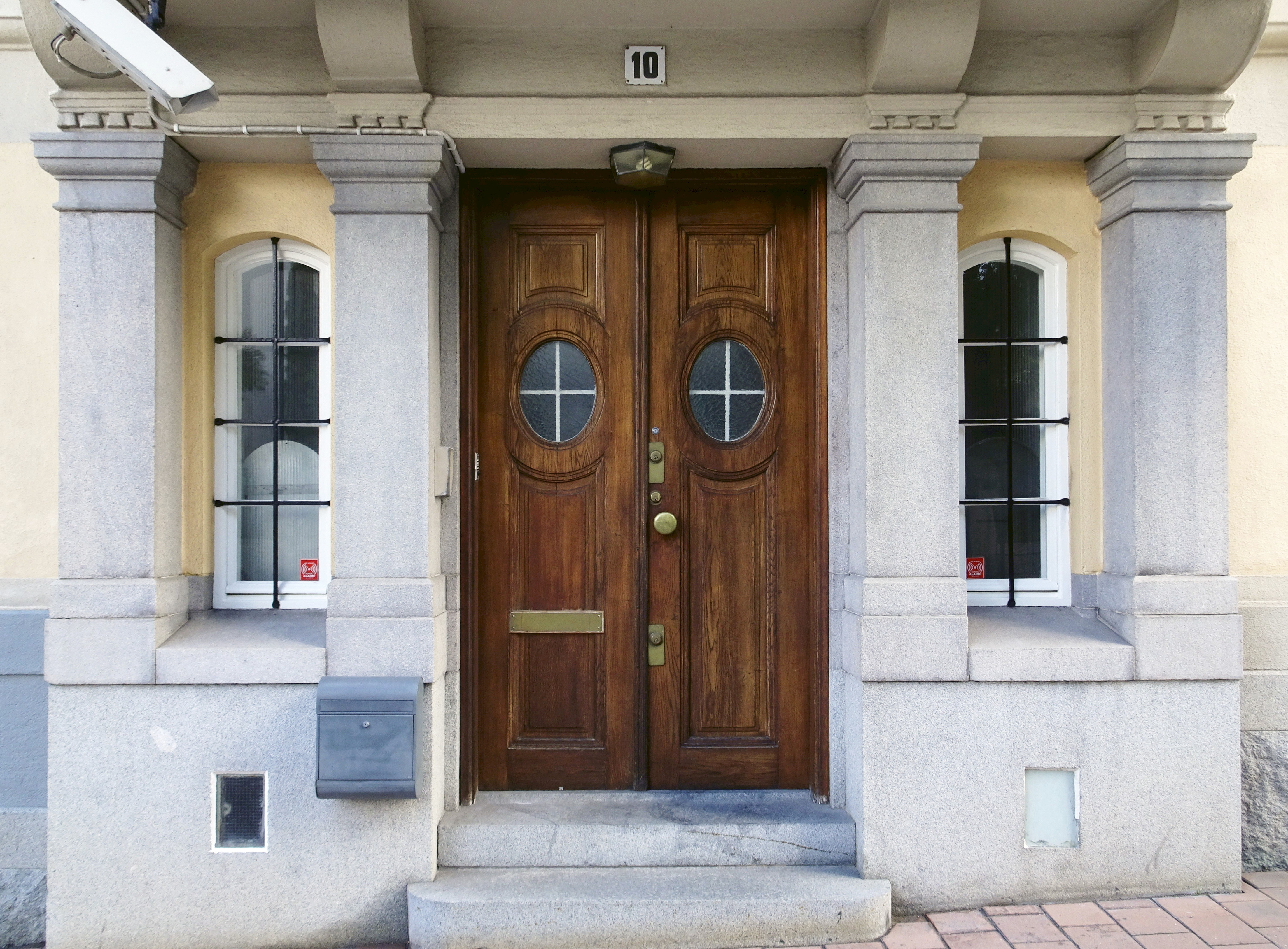
Huvudentré, Tyrgatan 10.